# Mao (Ming)
Frau Mao wurde eine Konkubine Cao Ruis, als noch sein Vater Cao Pi Kaiser war. Cao Rui trug damals den Titel Prinz von Pingyuan, und den Titel der Prinzessin trug seine Gemahlin Yu. Frau Mao zog jedoch die Gunst Cao Ruis immer mehr an sich.
Als Cao Rui 226 nach dem Tod seines Vaters Kaiser wurde, vermuteten die meisten, dass er seine Gemahlin Yu zur Kaiserin erheben würde. Stattdessen wählte er 227 seine Konkubine Mao, obwohl sie aus einfachen Verhältnissen stammte: Ihr Vater Mao Jia (chinesisch 毛嘉) war ein Teppichknüpfer. Er und sein Sohn Mao Zeng (chinesisch 毛曾) erhielten von Cao Rui hohe Posten, und Mao Jia wurde zum Marquis ernannt. Als Cao Rui erfuhr, dass die adligen Familien immer noch auf seinen Schwiegervater herabsahen, beförderte er ihn weiter und befahl den Beamten, an den Festmählern des Marquis teilzunehmen.
Mit den Jahren verlor Kaiserin Mao jedoch die Gunst ihres Gatten, und sie wurde 237 zugunsten der Konkubine Guo abgesetzt. Bei einem Festmahl bat die neue Kaiserin ihren Gemahl, Frau Mao auch einzuladen, aber Cao Rui lehnte ab und befahl, der abgesetzten Kaiserin nicht von dem Festmahl zu erzählen. Als Frau Mao dennoch davon erfuhr und den Kaiser darauf ansprach, wurde er rasend und tötete einige Beamte, die er verdächtigte, es ihr verraten zu haben. Seiner Gemahlin Mao befahl er, Selbstmord zu begehen. Er gewährte ihr jedoch ein Begräbnis, das einer Kaiserin würdig war, und ihre Familie behielt ihre Titel.
| Vorgänger  | Amt                               | Nachfolger |
| ---------- | --------------------------------- | ---------- |
| Guo Nüwang | Kaiserin der Wei-Dynastie 226–237 | Guo        |

| Personendaten    | Personendaten                      |
| ---------------- | ---------------------------------- |
| NAME             | Mao                                |
| ALTERNATIVNAMEN  | Kaiserin Mingdao; Mao, Kaiserin    |
| KURZBESCHREIBUNG | Kaiserin der Wei-Dynastie          |
| GEBURTSDATUM     | 2. Jahrhundert oder 3. Jahrhundert |
| GEBURTSORT       | China                              |
| STERBEDATUM      | 237                                |
| STERBEORT        | China                              |